# Modřín dahurský
Modřín dahurský (Larix gmelinii) je druh jehličnatého stromu z čeledi borovicovitých, který je domovem ve východní Sibiři a v přilehlých oblastech severovýchodního Mongolska a Číny (Chej-lung-ťiang) a v Severní Koreji.
Je to strom středního vzrůstu, který ve své domovině dorůstá výšky 10–30 m, výjimečně až 40 m. Průměr kmene bývá 1–1,5 m. Borka je tmavě červenohnědá, odlupčivá, větévky slabě pýřité, jehlice šedozelené. Šišky dozrávají již na podzim, zprvu jsou červené, zralé leskle hnědé.
Poddruh Larix gmelinii var. japonica z nejvýchodnější části Sibiře a Kurilských ostrovů má stejný vzrůst. Hodí se i do oblastí s mrazivou zimou. Tuhé jehlice jsou srpovitě zahnuté, šišky dlouhé až 25 mm. Pásmo 2-9.